# Pasacalle
El pasacalle es una forma musical de ritmo vivo y de origen popular español creada por la charanga Fugitivos a principios del siglo XVII, interpretada originalmente por músicos ambulantes, como lo refleja su etimología (pasar por la calle). Los términos derivados passacaglia (en italiano) y passacaille (en francés) también se emplean para designar dicha forma musical.

## Historia
Originado como interludio rasgueado en la guitarra entre bailes o canciones, durante el barroco fue una de las danzas incorporadas a la música culta y se hizo muy popular. Tomó la forma de variaciones sobre un bajo, con ritmo de 3/4 o 4/4. El pasacalle La follia di Spagna se convirtió en uno de los más populares de toda Europa y numerosos compositores compusieron obras basadas en él (por ejemplo, Arcangelo Corelli, Jean-Baptiste Lully, Marin Marais o Antonio Salieri). Johann Sebastian Bach compuso un pasacalle famoso para órgano, así como también Georg Friedrich Händel, quien compuso un pasacalle con variaciones en la Suite n.º 7 HWV 432 y también el compositor alemán Dietrich Buxtehude. Durante el Romanticismo, es especialmente célebre el último movimiento de la Cuarta Sinfonía de Johannes Brahms y en el siglo XX está como obra destacada el Pasacalle para orquesta de Antón Webern.

## Características del pasacalle
Se caracteriza por un bajo obstinado a tres tiempos de cuatro u ocho compases, que se repite constantemente en variaciones, con un movimiento muy animado pero marcado. Su estructura es la siguiente: movimiento regular conjunto de tónica a dominante, generalmente descendente, que sigue a veces una cadencia en dominante extremadamente marcada. 
Las modificaciones rítmicas y melódicas son pocas y mínimas, incluso en la pasacalle de Bach (BWV 582), donde lo que hace es, mediante una melodía muy sencilla, crear una invención contrapuntística.

## Kalejira
Como indican otros nombres que expresan la misma realidad, en el País Vasco se utiliza para andar de calle en calle, formando cadenas humanas, y efectuando de vez en cuando paradas para tomar algo y bailar otras danzas, y especialmente fandango y arin-arin. Su importancia es sobre todo social: esta danza la puede bailar cualquiera a su manera, ya que todos entran en el grupo si este lo admite. Por tanto, también sirve para mostrar y fortalecer la integración de un grupo.

## Difusión en América
Género musical de Chile, Colombia, Ecuador y Perú. Se trata de una composición instrumental en la que un corto tema a cargo de los bajos es un número de veces de igual extensión, cada vez con variados contrapuntos de las secciones más agudas. 

### Chile
En Chile, el pasacalle se refiere a bandas que tocan música en días festivos relacionados con una institución particular. Generalmente de carácter público. Esta tradición proviene de España y se difundió por todo este país hacia el interior de diversas localidades del área cultural de Chiloé desde la Región de Los Lagos hasta la Patagonia chilena y argentina. En Chile este género musical no tiene letras sino que es meramente instrumental. La base de la interpretación está en los instrumentos de percusión como bombos, cajas chicas, redoblantes o quijadas. La melodía por su parte se lo hace con un acordeón o guitarra.
En general los pasacalles se interpretan en desfiles y en la actualidad la mayoría tienen un carácter militar o policial, en definitiva está relacionado con las fuerzas del orden chilenas. En la parte religiosa son siempre interpretados bajo el contexto de fiestas de pueblo.

### Colombia
En Colombia, este término se usa para referirse a música que era interpretada por bandas ambulantes que pasaban por la calle. Similar a las bandas de pueblo de Ecuador. Fue una danza en específico, que logró de mucha popularidad y estaba relacionada con la música barroca. Por otro lado, en este país también tiene la acepción de un desfile. Es decir cuando unas personas pasan por la calle celebrando alguna ocasión en particular en general por temas festivos. 

### Ecuador
En Ecuador los pasacalles son interpretados por las bandas, tienen similitud con el pasodoble español del cual tiene su ritmo, compás, estructura general pero conservando y resaltando la particularidad nacional, siendo uno de los ritmos con los que más se identifican los ecuatorianos. En el caso del pasacalle representativo en el Ecuador este descansa en el "Chulla Quiteño" , el cual es a la vez el más destacado en cuanto a su ritmo. En casi todas las ciudades ecuatorianas existe un pasacalle que ha sido escrito en nombre y haciendo honores a estos sitios. Algunos de los más famosos son : 
- Riobambeñita
- Ambato, tierra de flores
- Ambateñita primorosa
- El chulla quiteño
- Romántico Quito mio
- Chola cuencana
- Soy del Carchi
- Reina y Señora (Tierra preciosa la de Imbabura)
- Alegre playita mía
- Flor Zamorana

### Perú
En Perú, son las estampas de fiesta que hacen en las calles de alguna ciudad con motivo de celebrar alguna festividad propia de la región o de una institución específica (Aniversarios, Fiestas Patrias, Carnavales e incluso para celebrar algún logro obtenido).

## Confusión con la chacona
Pasacalle y chacona suelen ser confundidos. Algunos expertos niegan que pueda haber una diferenciación clara; otros apuntan a que el pasacalle está siempre en modo menor, mientras que la chacona está en modo mayor (pero las denominaciones utilizadas por los compositores a menudo contradicen esta afirmación). El pasacalle tiene una escritura menos libre que la chacona.